# Alexander Mörk von Mörkenstein
Alexander Mörk von Mörkenstein (* 4. Dezember 1887 in Przemyśl; † 23. Oktober 1914 in Nisko (Galizien)) war ein österreichischer Maler und Höhlenforscher.

## Leben
Mörk von Mörkenstein wurde in der Garnisonsstadt Przemysl in einer Offiziersfamilie geboren. Er besuchte das k.k. Staats-Gymnasium in Salzburg, wo er bei der Verbindung AGV Rugia zu Salzburg von 1904 bis 1907 aktiv war. 1907 legte er die Maturaprüfung. Danach absolvierte er die Einjährig-Freiwilligenschule beim 4. Regiment der Tiroler Kaiserjäger und legte 1908 die Prüfung zum Reserveoffizier ab. Nach der militärischen Ausbildung zog er nach München und begann 1908 sein Studium in der Mal- und Zeichenschule von Walter Thor, ab 1909 setzte er sein Studium an der Allgemeinen Malerschule der Wiener Akademie fort. Nach der dreijährigen Studiendauer wurde er als akademischer Maler anerkannt. 1912/13 begann Mörk ein weiterbildendes Studium in der Spezialschule bei Alois Delug. Nach der allgemeinen Mobilmachung zu Beginn des Ersten Weltkrieges rückte Mörk beim k.u.k. Infanterieregiment „Erzherzog Rainer“ Nr. 59 in Salzburg ein. Mörk wurde am 22. Oktober 1914 bei einem Sturmangriff am San-Ufer schwer verwundet und starb am 23. Oktober am Verbandsplatz.

### Höhlenforschung
Ein Hauptfeld seiner Interessen war die Höhlenforschung. Seit seiner Schulzeit war er u. a. mit den späteren Höhlenforschern Martin Hell, Erwin Angermayer und Rudolf Saar befreundet. Mörk war neben Georg Lahner und Rudolf Saar einer der führenden Teilnehmer der ersten großen vom Hermann Bock geleiteten Expedition am Dachstein. Ab 1910 war er gemeinsam mit Erwin Angermayer und dessen Vater Josef auf unterschiedlichen Forschungsfahrten am Untersberg, am Hagengebirge, am Dachstein und am Tennengebirge. Am 10. August 1911 gründeten Mörk und seinen Kameraden die „Sektion Salzburg“ des Vereins für Höhlenkunde in Österreich. Eine erste Erkundung der Eisriesenwelt musste wegen Materialmangels abgebrochen werden, am 2. August 1913 begann eine besser ausgestattete Expedition und der bis dahin unbezwungene Eiswall wurde von der Gruppe Mörk, Hermann Rihl und Erwin Angermayer bewältigt. Bei seiner letzten, dritten Fahrt konnte Mörk bis zum Beginn des „Mörkgletschers“ und später zu dem nach ihm benannten Riesendom vordringen.
Die Urne Mörks wurde am 28. Juni 1925 im sogenannten „Mörk-Dom“ in Erfüllung seines Testamentes beigesetzt.

## Werke (Auswahl)
- Höhlenforschung in Salzburg. Salzburger Volksblatt, 27. Oktober 1910.
- Höhlenentdeckung am Untersberg. Salzburger Volksblatt, 1912.
- Ein Höhlenbärenhorst am Untersberg. Salzburger Volksblatt, 27. Juli 1913, S. 43.
- Das Venedigermännlein. Ein Märchen vom Untersberg. Salzburger Volkszeitung vom 22.–25. Januar 1912 in Fortsetzungen.